# Llista de constructors de Fórmula 1
Llista de constructors de Fórmula 1
| Constructor     | Motor    | Nacionalitat           | Base                                | Antecedents                                                                                            |
| --------------- | -------- | ---------------------- | ----------------------------------- | --- |
| Alpine          | Renault  | França                 | França                              | Toleman (1981–1985), / Benetton (1986–2001), / Renault (2002–2011, 2016–2020), Lotus (2012–2015)       |
| Aston Martin    | Mercedes | Regne Unit             | Regne Unit                          | Jordan (1991–2005), Midland (2006), Spyker (2007), / Force India (2008–2018), Racing Point (2019–2020) |
| Cadillac        | Ferrari  | Estats Units d'Amèrica | Estats Units d'Amèrica · Regne Unit | - |
| Ferrari         | Ferrari  | Itàlia                 | Itàlia                              | - |
| Haas            | Ferrari  | Estats Units d'Amèrica | Estats Units d'Amèrica · Regne Unit | - |
| McLaren         | Mercedes | Regne Unit             | Regne Unit                          | - |
| Mercedes        | Mercedes | Alemanya               | Alemanya · Regne Unit               | Tyrrell (1970–1998), BAR (1999–2005), Honda (2006–2008), Brawn (2009)                                  |
| Racing Bulls    | Honda    | Itàlia                 | Itàlia                              | Minardi (1985–2005), Toro Rosso (2006–2019), AlphaTauri (2020–2023)                                    |
| Red Bull Racing | Honda    | Àustria                | Regne Unit                          | Stewart (1997–1999), Jaguar (2000–2004)                                                                |
| Sauber          | Ferrari  | Suïssa                 | Itàlia · Suïssa                     | / BMW Sauber (2006-2009), / Alfa Romeo (2019–2023)                                                     |
| Williams        | Mercedes | Regne Unit             | Regne Unit                          | - |

## Constructors que ja han deixat la F1
1. Alex von Falkenhausen Motorenbau -  Alemanya
2. Automobiles Gonfaronnaises Sportives -  França
3. Alfa Romeo -  Itàlia
4. Alta -  Regne Unit
5. Amon -  Nova Zelanda
6. ATES (ATES) -  Itàlia
7. ATS -  Alemanya
8. Andrea Moda Formula -  Itàlia
9. Anglo American Racers (Eagle) -  Estats Units
10. Apollon -  Suïssa
11. Arrows també anomenat Footwork -  Regne Unit
12. Arzani-Volpini -  Itàlia
13. Aston Butterworth -  Regne Unit
14. Aston Martin -  Regne Unit
15. Beatrice -  Estats Units
16. Behra -  Alemanya
17. Bellasi -  Suïssa
18. Benetton - - Itàlia
19. BMW -  Alemanya
20. BMW Sauber  Alemanya
21. Boro -  Països Baixos
22. Brabham -  Regne Unit
23. Brawn GP -  Regne Unit
24. British American Racing -  Regne Unit (després Honda F1)
25. British Racing Motors -  Regne Unit
26. British Racing Partnership -  Regne Unit
27. Bugatti -  França
28. Caterham F1 Team -  Malàsia
29. Cisitalia -  Itàlia
30. Coloni -  Itàlia (després Andrea Moda)
31. Connaught Engineering -  Regne Unit
32. Connew -  Regne Unit
33. Cooper -  Regne Unit
34. Dallara -  Itàlia
35. De Tomaso -  Itàlia
36. Derrington-Francis -  Regne Unit
37. Ecurie Nationale Belge -  Bèlgica
38. Eifelland -  Alemanya
39. Eisenacher Motorenwerk -  Alemanya
40. Emeryson -  Regne Unit
41. English Racing Automobiles -  Regne Unit
42. Ensign -  Regne Unit
43. EuroBrun -  Suïssa
44. Ferguson -  Regne Unit
45. FIRST -  Itàlia
46. Fittipaldi Automotive (Copersucar) -  Brasil
47. Fondmetal -  Itàlia
48. Force India -  Índia
49. Forti F1 -  Itàlia
50. Frank Williams Racing Cars (després WilliamsF1) -  Regne Unit
51. Frazer-Nash -  Regne Unit
52. Fry -  Regne Unit
53. Gilby -  Regne Unit
54. Gordini -  Itàlia
55. Greifzu -  Alemanya
56. Hersham and Walton Motors -  Regne Unit
57. Hesketh -  Regne Unit
58. Hill -  Regne Unit
59. Honda –  Japó
60. HRT Formula 1 Team -  Espanya
61. Jaguar -  Regne Unit (després Red Bull Racing)
62. JBW -  Regne Unit
63. Jordan -  Irlanda (després Midland F1 Racing)
64. Judd -  Regne Unit
65. Kauhsen -  Alemanya
66. Klenk -  Alemanya
67. Kojima -  Japó
68. Kurtis Kraft -  Estats Units
69. Lancia -  Itàlia
70. Larrousse -  França
71. LDS -  Sud-àfrica
72. LEC -  Regne Unit
73. Leyton House -  Regne Unit
74. Life -  Itàlia
75. Ligier (després Prost) -  França
76. Lola -  Regne Unit (també Mastercard Lola)
77. Lotus F1 Team -  Malàsia
78. Lotus -  Regne Unit
79. Lyncar -  Regne Unit
80. Maki -  Japó
81. Manor -  Regne Unit
82. March -  Regne Unit (després Leyton House)
83. Martini -  França
84. Maserati -  Itàlia
85. Matra -  França
86. McGuire -  Austràlia
87. Merzario -  Itàlia
88. Midland F1 Racing -  Rússia (després Spyker F1)
89. Minardi -  Itàlia (després Scuderia Toro Rosso)
90. Modena -  Itàlia
91. Officine Specializate Costruzione Automobili (O.S.C.A.) -  Itàlia
92. Onyx F1 (també conegut com a Monteverdi) -  Regne Unit
93. Osella -  Itàlia (també Fondmetal)
94. Pacific -  Regne Unit
95. Parnelli -  Estats Units
96. Penske -  Estats Units
97. Porsche -  Alemanya
98. Prost -  França
99. Protos -  Regne Unit
100. Raicing Point -  Regne Unit
101. Racing Point Force India -  Regne Unit
102. RAM -  Regne Unit
103. Rebaque -  Mèxic
104. Renault -  França
105. Reynard -  Regne Unit
106. Rial -  Alemanya
107. Sauber (ara BMW Sauber) -  Suïssa
108. Scarab -  Estats Units
109. Scirocco -  Sud-àfrica
110. Scuderia Toro Rosso -  Itàlia
111. Shadow -  Regne Unit
112. Shannon -  Regne Unit
113. Simca-Gordini -  França
114. Simtek -  Regne Unit
115. Spirit -  Regne Unit
116. Spyker -  Països Baixos
117. Stebro -  Canadà
118. Stewart F1 -  Regne Unit (després Jaguar, més tard Red Bull Racing)
119. Super Aguri –  Japó
120. Surtees -  Regne Unit
121. Talbot -  França
122. Talbot-Lago -  França
123. McLaren - Mercedes  Regne Unit
124. Tec-Mec -  Itàlia
125. Tecno -  Itàlia
126. Theodore -  Hong Kong
127. Token -  Regne Unit
128. Toleman -  Regne Unit
129. Toyota -  Japó
130. Trojan -  Regne Unit
131. Tyrrell -  Regne Unit
132. Vanwall -  Regne Unit
133. Veritas -  Alemanya
134. Virgin -   Rússia/Regne Unit
135. Wolf -  Canadà
136. Zakspeed -  Alemanya
137. Scuderia AlphaTauri  -  Itàlia